# Alif
Alif eller ا ( arabisk: الألف, al-´alif ) er det første bogstav i det arabiske alfabet. Det kommer fra bogstavet alef i det fønikiske alfabet og dermed beslægted med latinsk A, græsk Alfa og hebræsk Alef. Arabisk alif er tilknyttet talværdien 1. 
Alif kan bære de tre korte arabiske vokale /a, i, u/, det lange /ā/, eller være stumt. Bogstavet selv er ingen fonem, men kan i det sædvanlige ikke-vokaliseret skriftbillede oftest læses som /a/ eller /i, u/.

## Lydværdi og omskrift
Alif tjener enten vokalforlængelsen eller som bærebogstav til hamza (stødet). I nogle tilfælde bliver det dog stumt.

### Alif som vokalforlængelse
Alif kan forlænge en fatha (kort /a/) og tjener dermed som lang selvlyd, nemlig det åbne A-lyd. I dette tilfælde skrives det ofte ā, â eller aa.

### Alif som bærebogstav
Især ved ordbegyndelsen tjener alif hyppig som bærebogstav for stødet hamza, som bruger oftest noget bærebogstav. Mens det kan midt i ordet eller ved endelsen også være en waw (u) eller ya (i), er det ved begyndelsen altid et alif.
I skriftsproget kan hamza overfor alif (som /a/ eller /u/) eller underfor (sum /i/) falde bort. Udtagelsen er madda (hamza med langt /a/ på alif), der skrives altid.
I transkriptionen gengives alif ikke, da det har ingen egen lydværdi.

### Stumt alif
Alif kan også være stumt, eksempelvis ved akkusativendelsen (-an) eller i særlige verbformer. Der opfylder det kun ortografiske funktioner. Også ved artiklen (al-) kan alif være stumt, når forudgående ord ender med en vokal.

## Ligatur med lam
Efter et forudgående lam (l) skrives i stedet for arabisk: لـا ligaturen arabisk: لا (lam-alif). Arabisk "la" er også et ord og mener "nej", "ikke", eller "ingen".

## Alif som hjælpetegn
Et håndfuld arabiske ord har et langt /a/ (ā), der ikke skrives. Vil man alligevel gengive dette ā, så skrives det lille alif på den vedrørende konsonant, der er bærebogstavet (se illustrationen med kredsen, der symboliserer dette bærebogstav). Det berømteste eksempel er navnet for Gud,  Allah, hvor det andet /a/ er et lille alif.

## Eksempel
Den islamiske trosbekendelses (Shahadah) første led skrives således (alif er rød og alle bogstaver der ses i det arabiske skriftbillede på illustrationen er fede – bemærk alligevel, at alif er bare bæreren af de fede rød markerede selvlyder): 
Ash-hadu anlā ilāha illallâh
Jeg erkender at ingen andre Gud end Allah findes.
Det første to alif fungerer som bærebogstaver til hamza med kort /a/. Derefter følger en lam-alif (la), et alif som bærer af /i/ med hamza derunder, et alif, der ikke opdukker i skriften (blå i transkriptionen), igen et /i/-alif med hamza, et lam-alif og endeligt et stumt alif ved begyndelsen af navnet "Allah", der bærer et lille alif i midten.

## Alif i Unicode
| Unicode UTF-16 | U+0627             |
| Unicode-navn   | ARABIC LETTER ALEF |
| HTML           | &#1575;            |
| ISO 8859-6     | 0xc7               |

Også det lille alif er kodificeret, men findes ikke i alle skrifttyper.
| Unicode UTF-16 | U+0670                         |
| Unicode-Name   | ARABIC LETTER SUPERSCRIPT ALEF |
| HTML           | &#1648;                        |
| ISO 8859-6     | findes ikke                    |